# Rotaksany

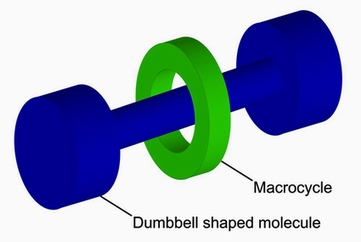
Schemat ogólny budowy rotaksanów

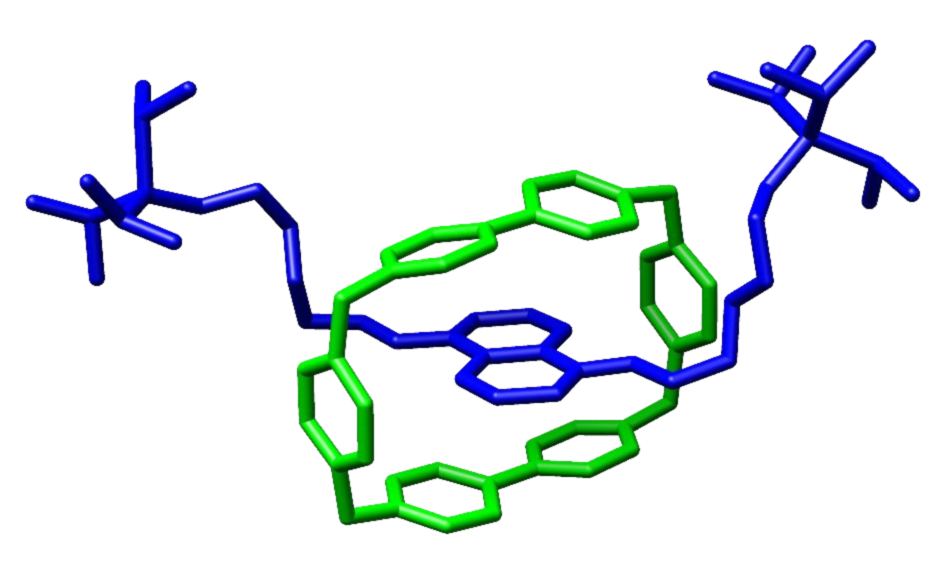
Struktura przykładowego rotaksanu.

Rotaksany – klasa związków chemicznych, których cząsteczki stanowią układ dwóch niepowiązanych chemicznie indywiduów chemicznych, przy czym jeden z nich ma strukturę liniową i stanowi oś rotaksanu, drugi zaś cykliczną (jest makrocyklem). Element liniowy posiada na obu końcach rozbudowane sterycznie (przestrzennie) grupy funkcyjne, zwane stoperami, które uniemożliwiają drugiemu elementowi rotaksanu, czyli makrocyklowi wydostanie się poza oś. Oś i makrocykl rotaksanu są zatem związane mechanicznie, co określa się mianem wiązania mechanicznego lub częściej wiązania topologicznego. Rotaksan, którego oś nie jest zakończona stoperami nazywany jest pseudorotaksanem.
Rotaksany, w przeciwieństwie do pseudorotaksanów, nie są strukturami nadcząsteczkowymi w rozumieniu chemii supramolekularnej, ponieważ rozdzielenie w przestrzeni związanych topologicznie elementów składowych wymaga przerwania co najmniej jednego wiązania kowalencyjnego.
Rotaksany wykorzystywane są do budowy i badań przełączników molekularnych.